# Tiago Alves (Fußballspieler, 1993)
Tiago Alves Sales de Lima (* 12. Januar 1993 in São João do Araguaia, Pará), auch bekannt als Tiago Alves, ist ein brasilianischer Fußballspieler.

## Karriere
Tiago Alves erlernte das Fußballspielen in der Jugend des FC Santos in brasilianischen Santos. Beim FC Santos unterschrieb er auch seinen ersten Vertrag. Der Verein spielte in der ersten Liga, der Série A. 2011 und 2012 gewann er mit dem Verein die Staatsmeisterschaft von São Paulo. Von Mai 2012 bis 2014 wurde er an die Zweitligisten Boa EC, América Mineiro und Paraná Clube, sowie an den unterklassigen CA Penapolense ausgeliehen. Im Januar 2015 wurde er von Penapolense fest unter Vertrag genommen. Einen Monat später, im Februar 2015, wechselte er auf Leihbasis zum südkoreanischen Erstligisten Pohang Steelers. Für den Klub aus Pohang bestritt er 25 Ligaspiele. Am 15. Februar 2016 wechselte er ebenfalls auf Leihbasis zum ebenfalls in der ersten Liga spielenden Seongnam FC. Nach 19 Ligaspielen kehrte er im Juli 2016 nach Brasilien zurück. Im August 2016 zog es ihn nach Saudi-Arabien, wo er in Riad einen Vertrag bei al-Hilal unterschrieb. Der Verein spielte in der ersten Liga, der Saudi Professional League. Nach zehn Erstligaspielen wechselte er im März 2017 auf Leihbasis zum japanischen J1-League-Erstligisten Shimizu S-Pulse. Für den Verein aus Shimizu  bestritt er 17 Erstligaspiele. Nach der Ausleihe kehrte er Anfang Januar 2018 nach Saudi-Arabien zurück. Im gleichen Monat verpflichtete ihn der südkoreanische Erstligist Jeonbuk Hyundai Motors. Am Ende der Saison feierte er mit Jeonbuk die südkoreanische Meisterschaft. Nach 20 Erstligaspielen wechselte er im Juli 2019 auf Leihbasis zum japanischen Erstligisten Sagan Tosu. Nach der Ausleihe, in der er vier Ligaspiele absolvierte, wurde er von dem Verein aus Tosu im Januar 2020 fest unter Vertrag genommen. Nach einer Spielzeit wechselte er im Januar 2021 zum ebenfalls in der ersten Liga spielenden Gamba Osaka. Nach einer Saison ging er 2022 in die zweite japanische Liga. Hier nahm ihn der in Okayama beheimatete Verein Fagiano Okayama unter Vertrag. Nach zwei Spielzeiten, in der er 22 Tore in 61 Ligaspielen erzielte, kehrte er im Januar 2024 für drei Monate nach Brasilien zurück. Hier stand er bis Ende März 2024 bei Chapecoense unter Vertrag. Am 26. März 2024 ging er wieder nach Japan. Hier schloss er sich in Tokushima dem Zweitligisten Tokushima Vortis an. Nach 19 Zweitligaspielen wurde sein Vertrag nach der Saison 2024 nicht verlängert. Im Januar 2025 zog es ihn nach Thailand, wo er in Uthai Thani einen Vertrag beim Erstligisten Uthai Thani FC unterschrieb. Für den Erstligisten bestritt er 15 Ligaspiele. Hierbei erzielte er zwei Treffer. Im Sommer 2025 wurde sein Vertrag in Uthai Thani nicht verlängert. Im Juli 2025 ging er nach Südkorea. Hier schloss er sich in Jeju-si dem Erstligisten Jeju SK FC an.

## Erfolge
FC Santos
- Staatsmeisterschaft von São Paulo: 2011, 2012

Jeonbuk Hyundai Motors
- Südkoreanischer Meister: 2018